# Marange-Zondrange
Marange-Zondrange è un comune francese di 311 abitanti situato nel dipartimento della Mosella nella regione del Grand Est.

## Società

### Evoluzione demografica
Abitanti censiti